# 大板山たたら製鉄遺跡
大板山たたら製鉄遺跡（おおいたやまたたらせいてついせき、英語：Ohitayama-tatara Iron Works）は、山口県萩市にある江戸時代の製鉄所跡である。国の史跡、世界遺産構成資産。

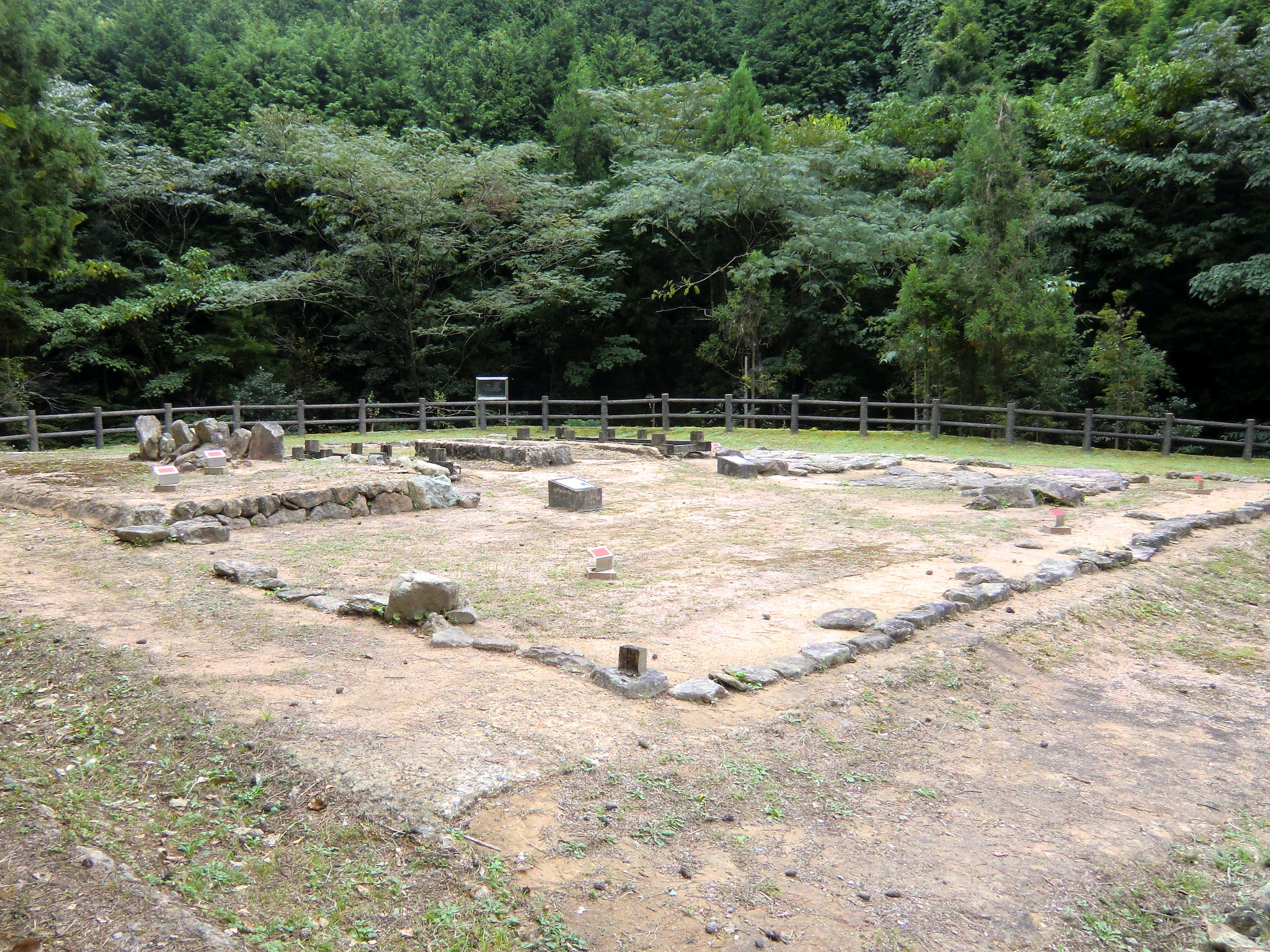
大板山たたら製鉄遺跡の高殿跡

## 概要
大板山たたら製鉄遺跡は、江戸時代中期から幕末にかけて断続的に操業していた製鉄所跡。大井川の支流である山の口川の上流部に位置しており、砂鉄を原料に、木炭を燃焼させて鉄を生産する日本古来の方法（たたら吹き）で製鉄していた。
本遺跡は山口県内最大級の規模を誇り、長州藩（萩藩）に展開した石見系たたら遺跡の典型的事例として、多くの遺構が良好に残っている貴重な遺跡とされる。さらに、ここで生産された鉄は西洋式軍艦建造に用いられており、日本独自の製鉄技術が西洋式造船に役立てられた近代化の事例としてユニークである。
1981年（昭和56年）に山口県教育委員会が行った採鉱冶金関係生産遺跡分布調査により遺跡の状況が明らかとなるが、1984年（昭和59年）に完成した山の口ダムにより遺跡域の南半分はダム湖底に水没。ただし、北半分にあった高殿などの製鉄遺跡主要部分はそのまま残され、1988年（昭和63年）に山口県指定史跡となる。1990年 - 1996年（平成2年 - 8年）にかけて発掘調査及び保存整備事業が行われた。2012年（平成24年）9月に国の史跡に指定された。また、2009年にユネスコの世界遺産（文化遺産）暫定リストへ掲載された九州・山口の近代化産業遺産群の構成資産に含まれ、2015年に「明治日本の産業革命遺産 製鉄・製鋼、造船、石炭産業」として正式登録された。

## 製鉄所の操業
中国山地は、原材料である良質な砂鉄と、炭の原料となる木材が豊富に産出されるため、古来より製鉄が行われていた。特に天秤ふいごが発明された江戸時代になると、中国地方での鉄の生産は一層盛んとなった。
大量の炭木を消費するたたら製鉄では、長期間の操業によって周囲の山を切り尽くしてしまうため、一ヶ所で長期的に操業することは出来ない。そのため、製鉄の職人たちは集団で別の製鉄所に移動し、数十年の間隔をあけて山林が回復した頃に戻ってくるというサイクルを繰り返すことになる。長州藩最大の製鉄所であったこの大板山たたら製鉄所では、以下の3回の操業があったとされる。
1. 宝暦期（1751年～1764年）のうちの8年間：大板山の阿川六郎兵衛による操業
2. 文化・文政期の10年間（1812年～1822年）：津和野の原田勘四郎による操業
3. 幕末期の12年間（1855年〜1867年）：石見国の竹原竹五郎による操業

このうち、最後の幕末期の操業で生み出された鉄は、恵美須ヶ鼻造船所跡で建造された長州藩初の西洋式軍艦「丙辰丸」の材料に供給されている。
大板山たたら製鉄所で使われる砂鉄は、石見国浜田から北前船により海路で阿武郡奈古の港に陸揚げされ、そこから「鉄の道」と呼ばれる陸路を馬で大板山まで運搬された。鉄の道は製鉄所の北側に接続されており、出来上がった割鉄（完成品）は、鉄の道を逆に進んで港まで運ばれた。

## 遺構
現在、保存整備されている建物跡は幕末期（安政年間頃）のものである。たたら製鉄所は「山内（さんない）」と呼ばれており、全体が柵で囲まれていたとされる。
高殿（たかどの）
山内の中心施設。砂鉄を木炭で燃焼させて砂鉄を鉄に変化させる「製鉄炉」を中央に据え、その両側に設置した足踏み式の「天秤ふいご」で送風する仕組みとなっている。高殿の内部にはその他に、砂鉄洗場で純度を高めた砂鉄を焙焼して乾燥させる「砂鉄焙焼炉」、作業長である村下（むらげ）の休息所である「村下座」、ふいごを踏む番子の休息所である「番子小屋」などが設けられていた。
砂鉄洗場
砂鉄を水洗いし不純物を取り除いて純度を高める設備。砂鉄掛取場とも。
鉄池（かないけ）
製鉄炉で作られた熱い鉄の塊を冷却するための池。
元小屋（もとごや）・鍛冶屋
山内での作業や労働者を支える補助施設。仕事や生活などに関する事務所であった元小屋（本ト小屋）は、山内を見渡せる場所に作られていた。文化年間と安政年間で建物跡が異なる。また、たたら道具の営繕を行う鍛冶場も隣接していた。
墓地・人足小屋
人足小屋は職人たちの長屋。現在は墓地と共にダム湖に水没している（墓地については改葬済）。

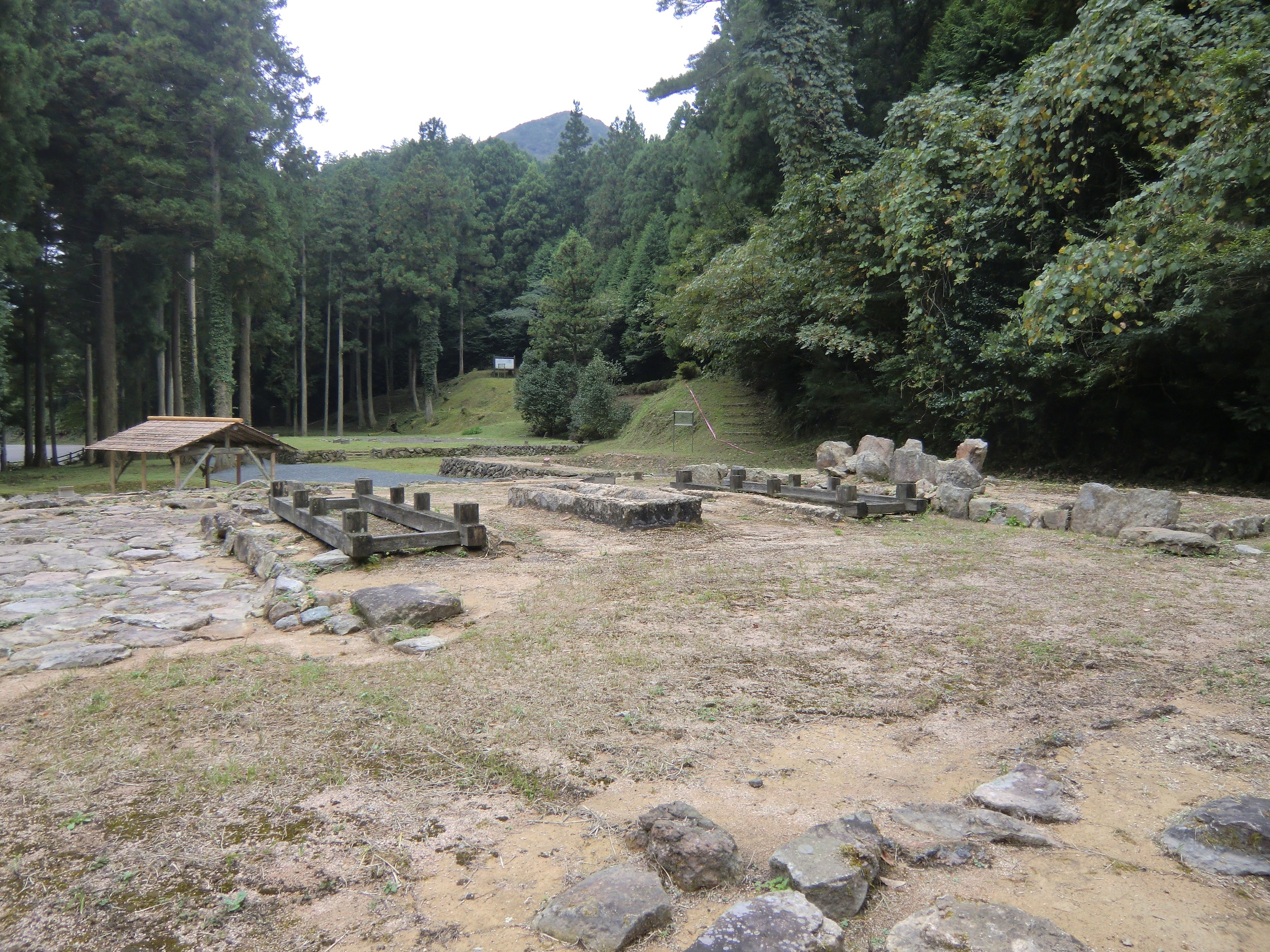
全景
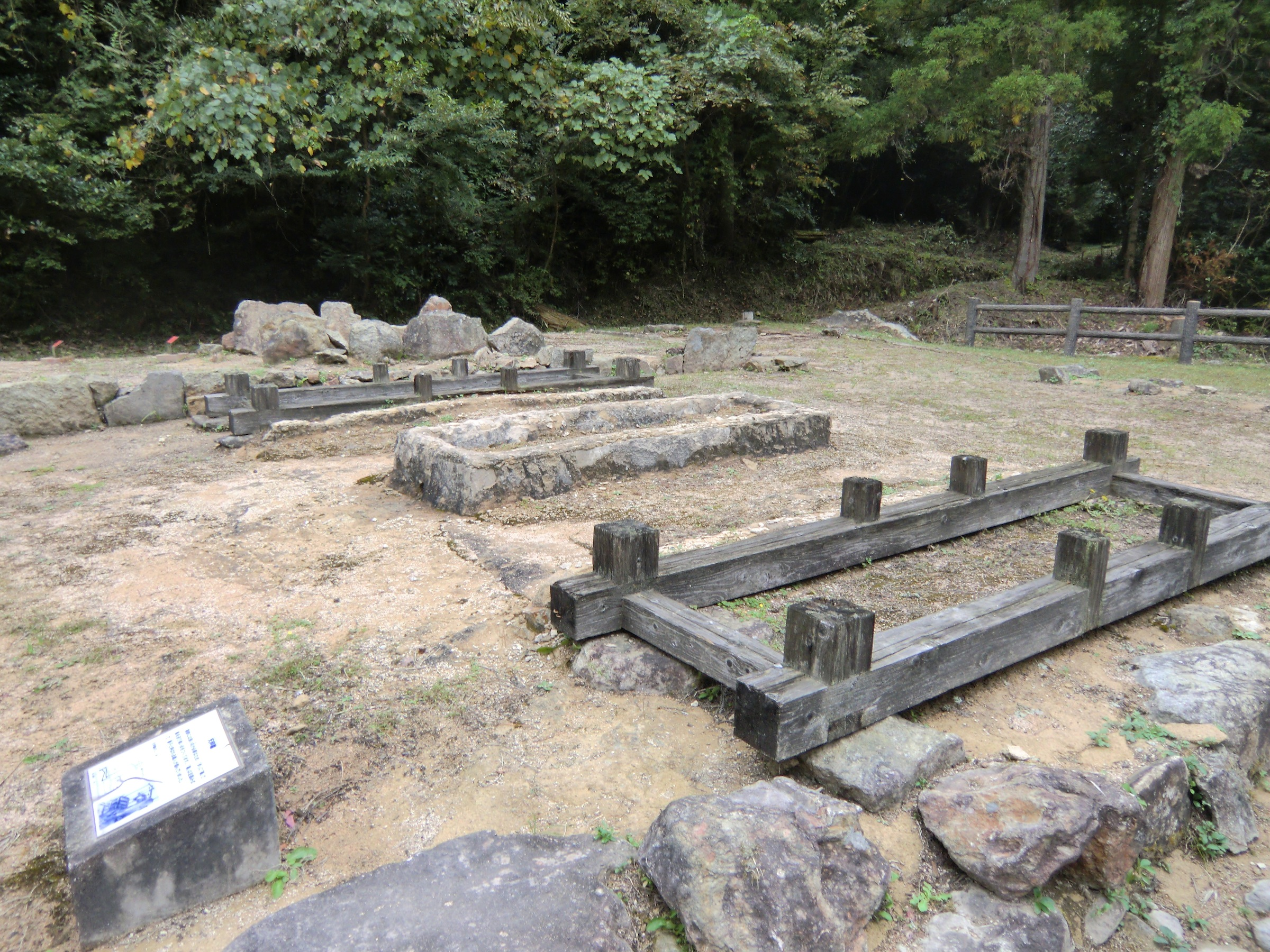
製鉄炉と天秤ふいご跡
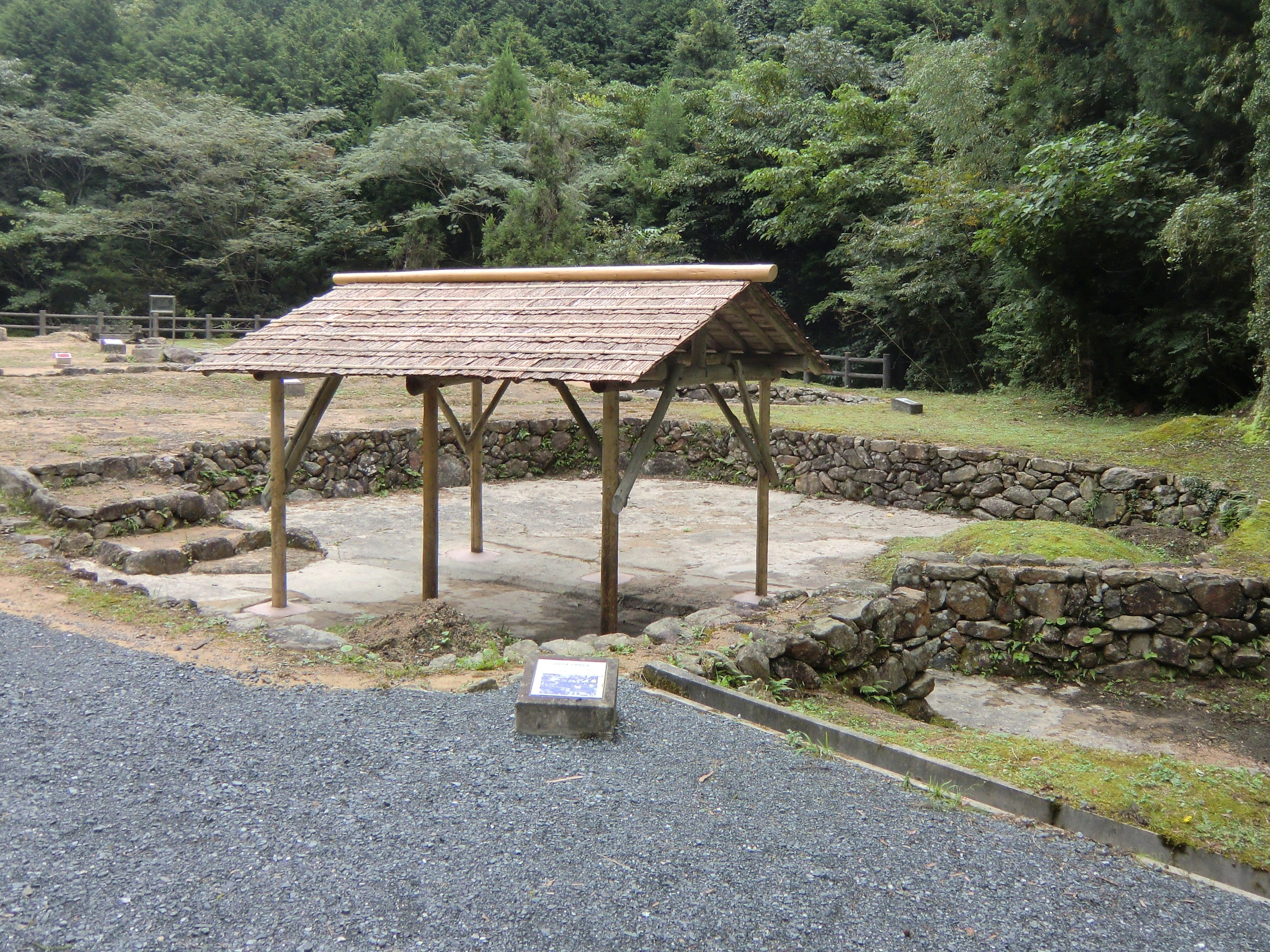
砂鉄洗場跡
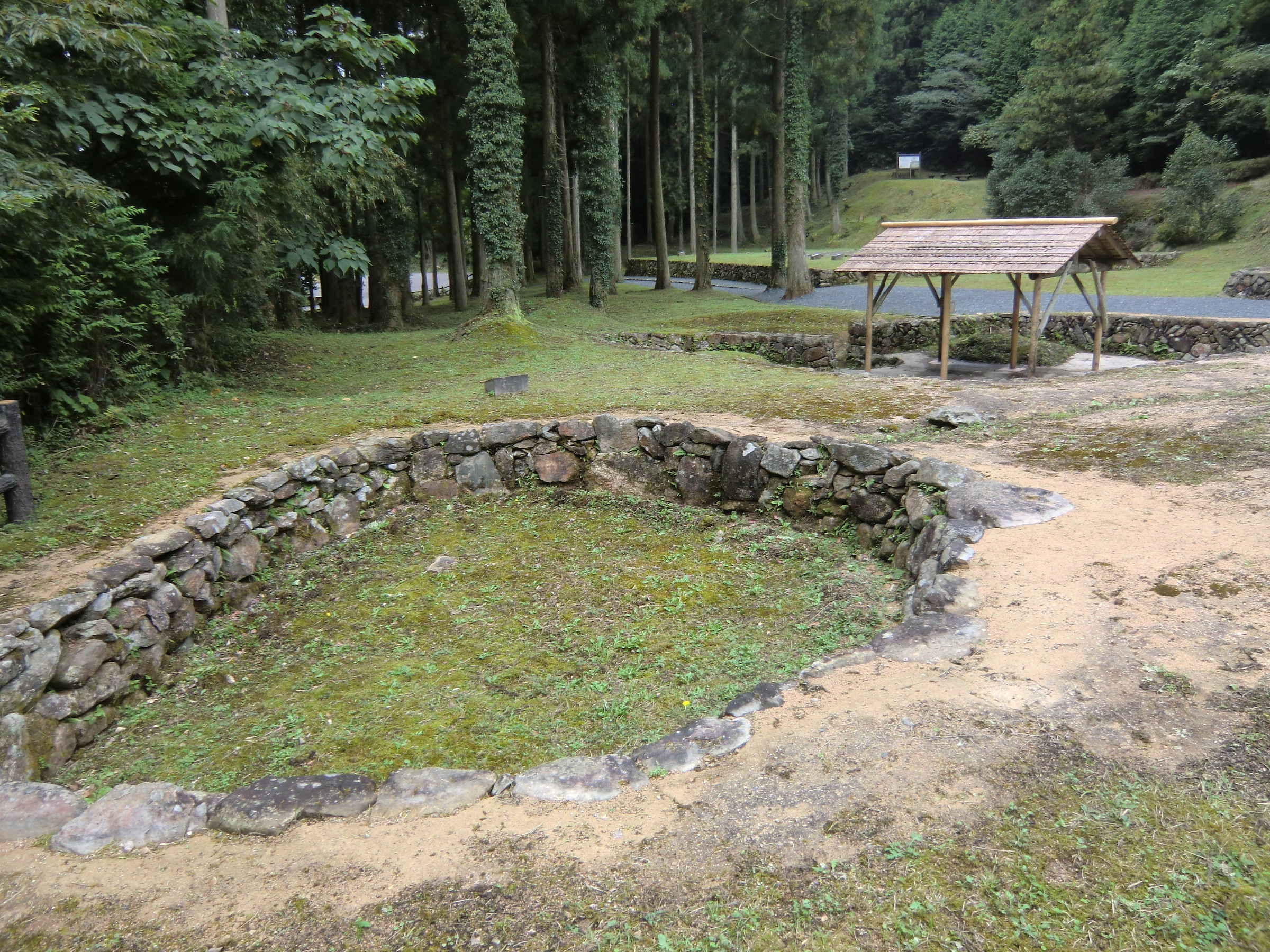
鉄池跡
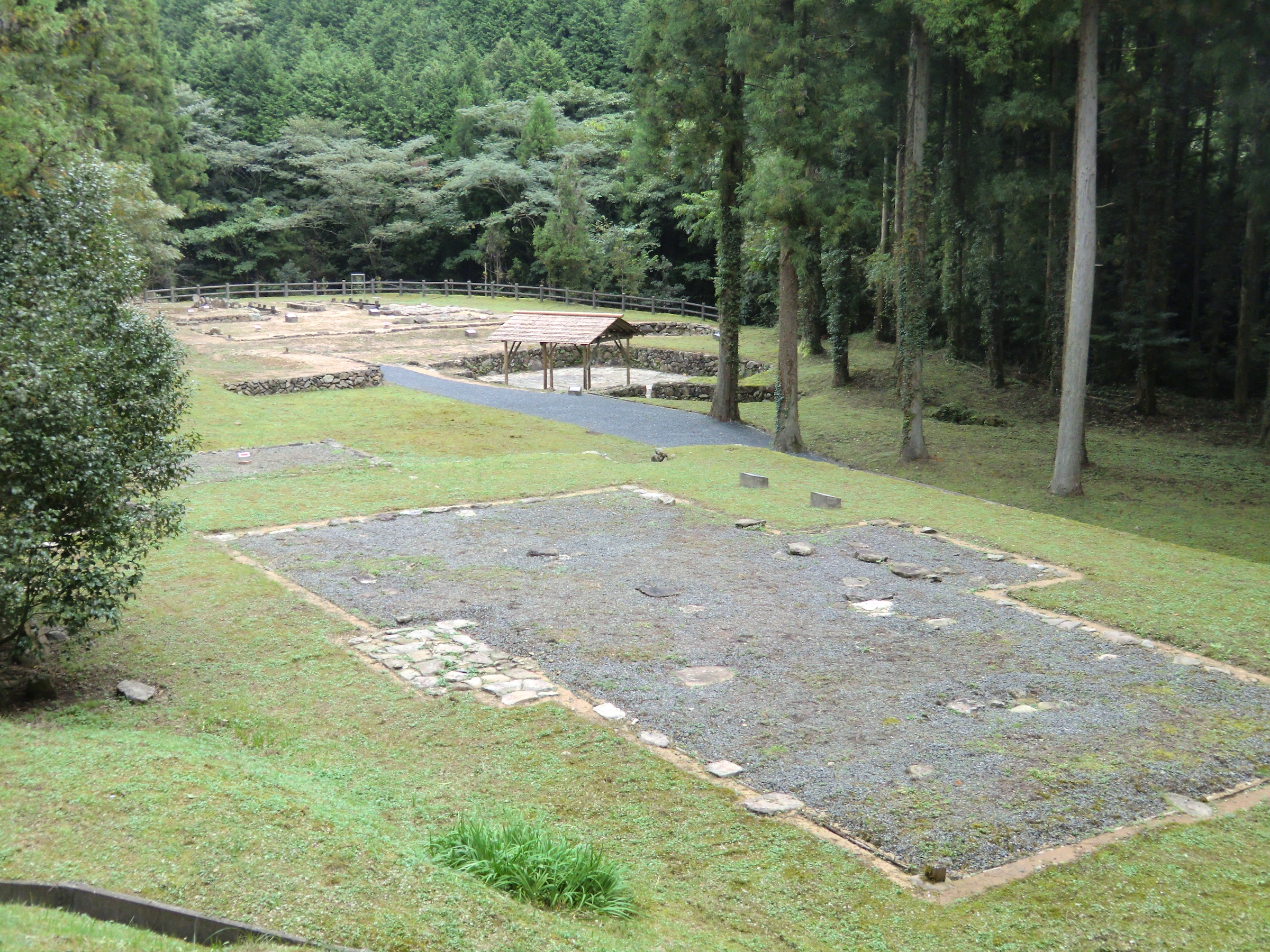
元小屋跡

## 所在地
山口県萩市大字紫福（しぶき）
アクセス
- 山口県道10号山口福栄須佐線から山の口ダム方面に向かう道路の突き当たり（中・大型車は通行不可）
  - JR東萩駅から車で30分
  - 石見空港から車で60分
  - 萩市街から車で約40分